# Marek Grygiel
Marek Grygiel (ur. 1951 w Mościcach) – polski historyk sztuki, fotoedytor „Gazety Wyborczej”, kurator sztuki.

## Życiorys
Ukończył Historię Sztuki w Instytucie Historii Sztuki na Uniwersytecie Jagiellońskim w Krakowie. Od 1979 roku do stycznia 2006 roku pracował w Malej Galerii przy placu Zamkowym w Warszawie. Od 1983 roku był kierownikiem tej galerii.
W latach 1990–2012 był kuratorem programu fotografii w Centrum Sztuki Współczesnej na Zamku Ujazdowskim w Warszawie, w latach 2012–2015 kuratorem kolekcji CSW. W CSW zrealizował blisko 50 wystaw m.in. Herberta Distla, Zbigniewa Dłubaka, Annie Leibovitz, Sebastião Salgado, Flor Garduno, Natalii LL, Andrzeja Lachowicza, wystawę współczesnej fotografii skandynawskiej, wystawy współczesnej i historycznej fotografii hiszpańskiej, międzynarodową wystawę Biennale Ars Baltica, wystawę belgijsko-kanadyjską La Disparition i wiele innych. Realizował także liczne wystawy indywidualne poza Polską, m.in. we Francji, Belgii, Holandii, Danii, Wielkiej Brytanii, Szwecji, Finlandii, USA, Kanadzie, Niemczech, Słowacji, na Węgrzech i w krajach bałtyckich.
Od 1992 jest wydawcą i redaktorem magazynu o fotografii Fototapeta (od 1997 roku w internecie). Jego publikacje o fotografii ukazywały się w takich magazynach jak: „Obieg”, „Exit”, „European Photography”, „Imago”, „Balkon”, „Image”, „Sztuka pl”. W latach 1995–2017 pracował jako fotoedytor w „Gazecie Wyborczej”. Brał udział w sympozjach, przeglądach portfolio i jury licznych konkursów fotograficznych w kraju i za granicą. Jest honorowym członkiem Związku Polskich Artystów Fotografików i członkiem korespondentem Deutsche Fotografische Akademie.